# 土瓜灣道

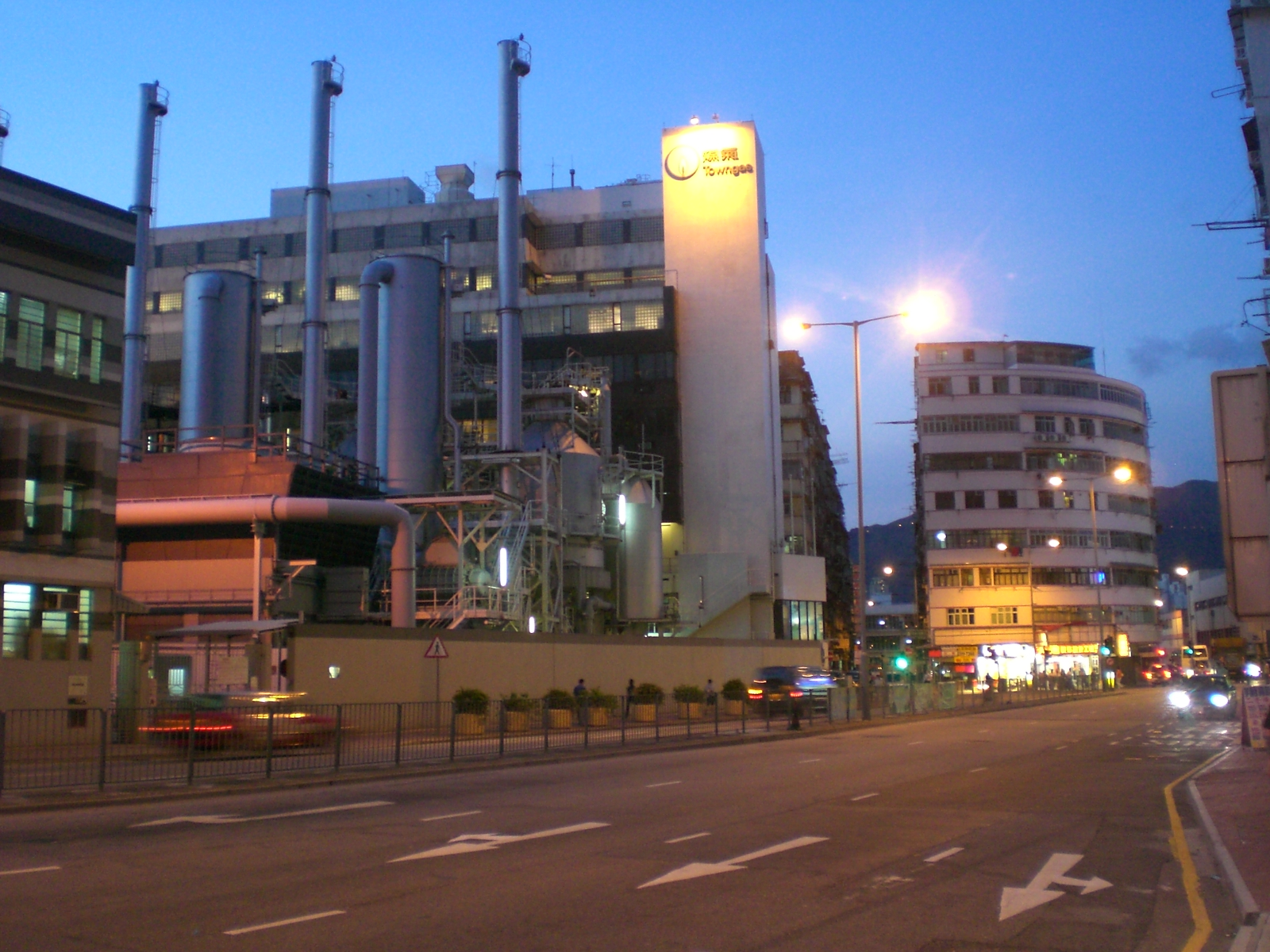
土瓜灣道，北段近中華煤氣

土瓜灣道（英語：To Kwa Wan Road）是香港九龍土瓜灣內的一條大街道，四線雙向行車，有多線巴士及小巴途經及沿路設車站。土瓜灣道北起啟德機場南邊宋皇臺道，南至浙江街遊樂場遊樂場東鄰，接連馬頭圍道。昔日土瓜灣道為當時的瀕海大道，因接近土瓜形小島因而得名。土瓜灣道曾发生多宗命案。

## 沿線建築物
- 浙江街遊樂場（土瓜灣道、浙江街、馬頭圍道交界）
- 唯一大廈（土瓜灣道60號）
- 定安大廈（土瓜灣道78-80號）
- 煤氣公司（土瓜灣道100號）
- 潮樓（土瓜灣道307號）
- 偉恆昌新邨昌景閣（土瓜灣道347號）
- 機電署工場（土瓜灣道465號）
  - 協同和機器廠香港分廠（消失）

## 沿線街道

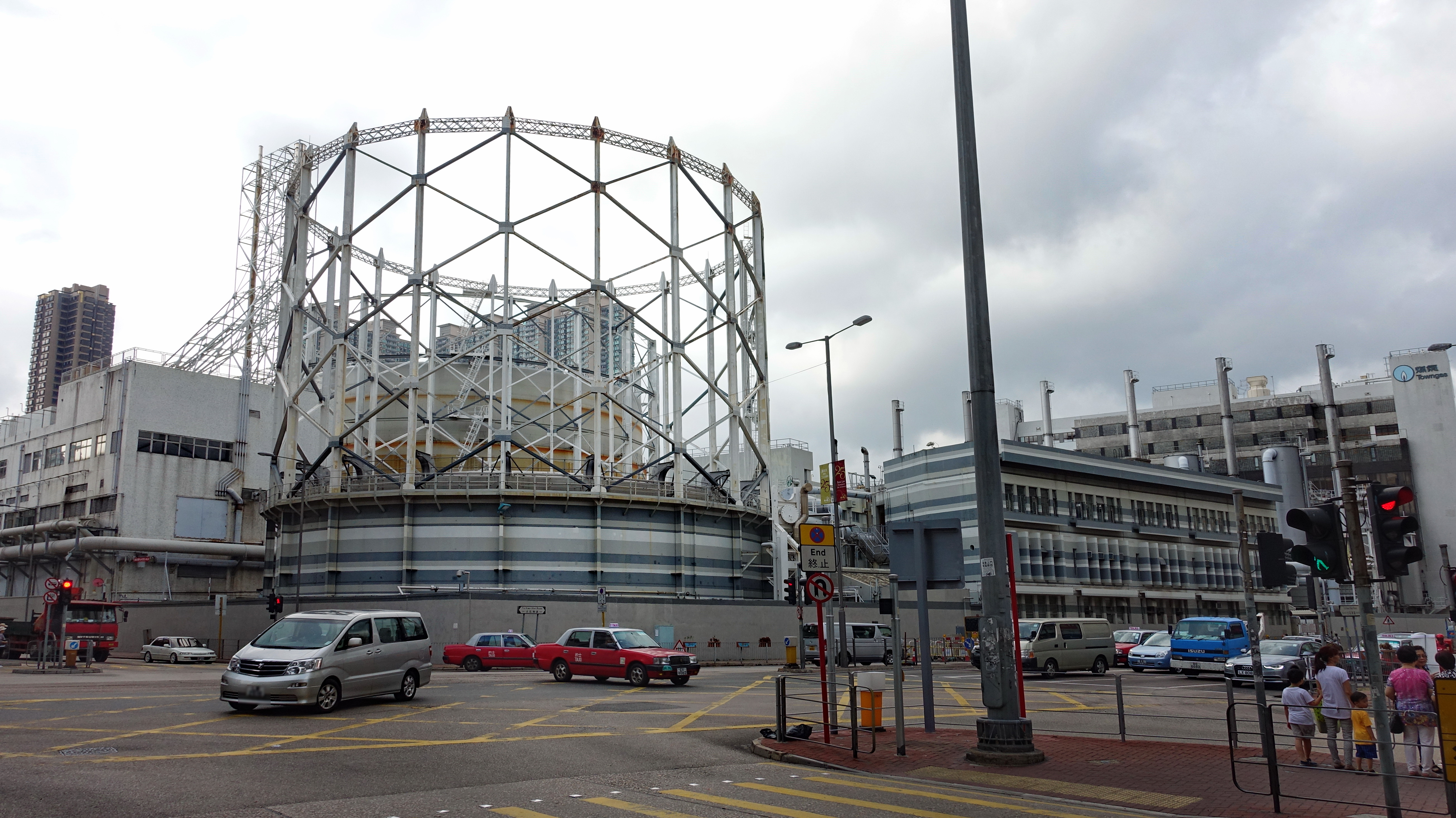
位於土瓜灣道與新山道交界的馬頭角煤氣鼓

土瓜灣道與17條街道相交，包括：
- 馬頭圍道
- 銀漢街
- 浙江街
- 落山道
- 上鄉道
- 貴州街
- 馬坑涌道 (英語：Ma Hang Chung Road)
- 新碼頭街 (通往前九龍城汽車渡輪碼頭)
- 新碼頭街 (通往九龍城渡輪碼頭及馬頭角公眾碼頭)
- 新山道
- 明倫街
- 馬頭角道
- 木廠街
- 宋皇臺道
- 承啟道

## 事故

### 土瓜灣道271號4樓床底藏屍案
1967年6月7日，一名少婦（劉巧仙）被丈夫發現藏屍床底，頭部破裂穿洞血液流出，衣衫不整。調查指該層樓除住有另一戶夫婦外，其餘四戶盡是獨身漢。事發後同樓一男住客（郭有星）失蹤。高等法院於8月16日裁定郭誤殺罪成，入獄12年。

### 土瓜灣道17號水箱藏屍案
1980年4月5日，有黑社會和勝和雙花紅棍背景的死者鄧英傑（33歲）擬侵吳旭泰其妻梁玉芳，吳警告鄧不要再騷擾，兩人初則口角，繼而動武。鄧持刀斬人，反被吳殺死。鄧英傑被碎屍後棄置到土瓜灣道17號大廈天台的沖廁鹹水箱內。1985年1月，屍體被修理沖廁鹹水箱工人發現，吳旭泰與梁玉芳被捕，吳旭泰承認所有控罪。1985年7月4日，陪審團一致裁定吳旭泰殺罪名不成立，無罪釋放。
- 案發大廈天台在網上常被寫為土瓜灣益豐大廈天台，但實際上案發大廈天台實為土瓜灣道17號大廈天台。

唯一大廈
1990年10月26日，土瓜灣發生唯一大廈倒塌事件，導致6人死亡、7人受傷和間接導致鄭敬基和劉美君出事。

### 土瓜灣偉恒昌新邨偉景閣F座2樓命案
1991年12月23日，小叔蔡X光（24歲）垂涎大嫂陳秀芳（27歲）美色，殺大嫂後姦屍。1993年4月7日陪審團一致裁定被告謀殺罪成。

### 土瓜灣益豐大廈命案
2002年1月13日，女死者欠下$70,000賭債，遭兇徒虐打致死移屍益豐大廈梯間，5日後被發現。

### 土瓜灣定安大廈虐殺案
2003年2月5日，青年與少女因玩性虐遊戲失控，致少女窒息亡。

## 外部参考
- 土瓜灣道地圖 （页面存档备份，存于）